# Fritz Stuber

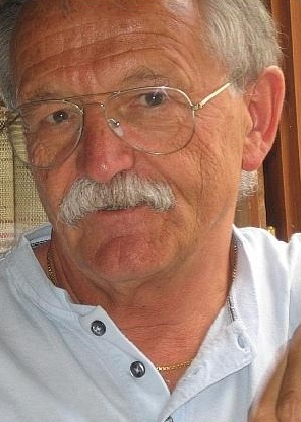
Fritz Stuber (2008)

Fritz Stuber (* 4. April 1939 in Seedorf BE) ist ein Schweizer Architekt und Stadtplaner.

## Leben und Wirken

### Ausbildung
Fritz Stuber wurde am 4. April 1939 als 3. Kind von 5 (3 Schwestern, 1 Bruder) von Fritz (1903–1973) und Martha (1911–1970) Stuber-Zahnd auf einem Bauernhof mit alter Getreidemühle in Baggwil-Seedorf BE geboren. Seine Schulen und eine Hochbauzeichnerlehre absolvierte er in Grossaffoltern (Primarschule 1945–1951), Rapperswil (Sekundarschule 1951–1953), Lyss (Sekundarschule 1953–1955), Kappelen-Aarberg (Lehre 1955–1958) und Biel (Gewerbeschule 1955–1958) im Kanton Bern. Danach sammelte er Erfahrungen in einer Generalbauunternehmung und Architekturbüros in Zürich, Bern sowie Stockholm mit Wohnungs- und Siedlungsbauprojekten, Gewerbebauten und einer Grossparkierungsanlage.
Von 1963 bis 1967 studierte und graduierte Stuber an der Abteilung Bauen der Hochschule für Gestaltung Ulm. Während der Semesterferien arbeitete er an Wohnungsbauprojekten in einem Architekturbüro in der Schweiz, baute als selbständig Tätiger ein Haus mit zwei Wohnungen ebenfalls in der Schweiz und arbeitete beim Stadtbauamt von London an einem Schulbausystem. 1967–1968 studierte und graduierte er am Urban Design Programme (Städtebau/Stadtgestaltung) der Harvard University in Cambridge, MA und 1968–1969 am Nachdiplomstudium in Raumplanung der ETH Zürich. 1970 war er Stipendiat des Schweizerischen Nationalfonds an der University of California, Berkeley und unternahm dort sowie von 1971 bis 1973 in Cambridge, MA und Zürich Post-graduate-Studien in Stadtplanung sowie Stadt- und Landschaftsgestaltung.

### Akademische Tätigkeit und Publikationen

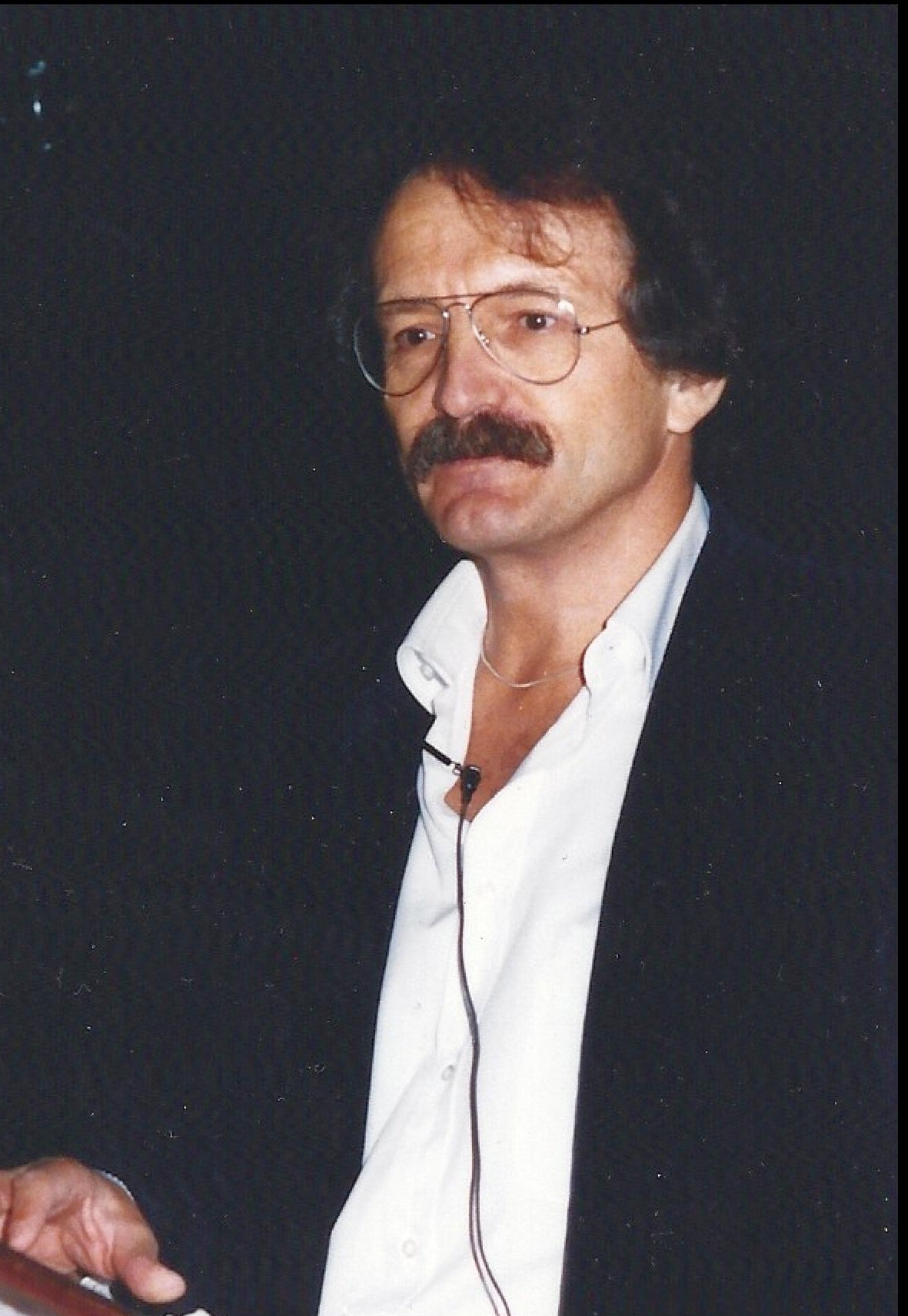
Fritz Stuber in Canberra (1989)

Als Gastdozent und -professor lehrte Stuber an Universitäten der USA und in Australien, wo er 1989 als erster Gastprofessor auf den «Lend Lease Chair of Urban Design» der University of Sydney berufen wurde und für den ersten Jahrgang Post-graduate-Studenten des neuen Urban Design Programme verantwortlich war.
Stuber verfasste zahlreiche Publikationen zu Stadtplanung und Stadtgestaltung, Siedlungsplanung und ‑bau, Architektur, Umweltaspekten und Urheberrecht, die zum Teil in andere Sprachen übersetzt wurden. 1966 war er Eidgenössischer Kunststipendiat für Architektur, 1978 Stipendiat der UNESCO für die Erhaltung und Erneuerung historischer Stadtteile, 1989 gewann ein von ihm an der University of Sydney betreutes Studienprojekt den geteilten 1. Preis im nationalen Städtebauwettbewerb «Sydney Showground Site». In diesem Projekt wurde Stubers systematische Herangehensweise an städtebauliche und stadtgestalterische Aufgaben in historisch wertvollen und anderen bebauten Stadtteilen exemplarisch angewendet.

### Selbständige und beratende Tätigkeit
Ab 1973 war Fritz Stuber selbständig und beratend tätig in der Schweiz, Deutschland und Äthiopien und bearbeitete Stadtentwicklungs- und Verkehrsplanungen[14]15, städtebauliche sowie architektonische Planungs-, Studien- und Projektierungsaufgaben. Schwerpunkte seiner Tätigkeit waren Siedlungsplanung und -bau, sowie Erhaltung und Erneuerung historischer Stadtteile, z. B. Harar in Äthiopien (inzwischen auf der Liste des UNESCO-Welterbes (Afrika)), wo er als Experte für die UNESCO wirkte, Polen, ebenfalls für UNESCO und Lenzburg in der Schweiz. Da die schweizerischen Beschattungsvorschriften siedlungshygienische Anforderungen des verdichteten Bauens nicht erfüllten, entwickelte Stuber eine Besonnungsregel, die in der Folge als Grundlage für Stadtbauämter, Wohnungsbauwettbewerbe und zur Schlichtung von Streitfällen Anwendung fand.
Von 1976 bis 1986 betreute Stuber ehrenamtlich einen Umweltvergiftungsfall in der Schweiz, bei dem Landwirtschaftsbetriebe durch Emissionen einer Kehrichtverbrennungsanlage, die neueste Technologie anwendete, schwer geschädigt wurden. Der Fall und Stubers wissenschaftlich aufklärendes Engagement mit seiner Gruppe Spezialisten erregten auch international starkes Medieninteresse, der Fall wurde durch ein von der Aargauer Regierung eingesetztes Schiedsgericht geregelt und die Landwirte entschädigt.
Stuber lebt in Zürich. Seine Lebenspartnerin ist die Schauspielerin und Regisseurin Vera Oelschlegel. Von 1972 bis 1981 war er mit der Übersetzerin Sandra Stuber-Seinfeld (1945–2022) verheiratet.

## Publikationen (Auswahl)
- Initiator und Mitherausgeber (R. Yelton, Chairman, F. Stuber, G. Sultan, D. Van Zanten) einer Sonderausgabe über "Environmental Design Education" für Connection – The Magazine of Visual Arts at Harvard, Cambridge, MA, Vol. 5, Nos. 2 & 3, 1968. In derselben Ausgabe: F. Stuber, D. Van Zanten, "Designers vs. Design: The Stumbling Block to Change" (S. 59–62).
- D. Parry, F. Stuber, "High Density Living", in einer Sonderausgabe über "Urban Housing: Issues and Problems", in Connection, Vol. 6, Nos. 1 & 2, 1968/69 (S. 6–26).
- F. Stuber, M. Brechmacher-Ihnen, W. Kisseler, W. Koch, W. Stollbrock, D. Weihrauch, R. Zaugg et al.: Stadtentwicklung Marburg. HLT Gesellschaft für Forschung Planung Entwicklung mbH, Wiesbaden 1975; Zusatzbericht: Stadtentwicklung Marburg: Karten und Pläne.
- F. Stuber, W. Kisseler, V. Kliemt, W. Stollbruck et al.: Öffentlicher Personennahverkehr Marburg. HLT, Wiesbaden 1975.